# Operazione Pugilist
L'operazione Pugilist Gallop è il nome in codice dell'attacco compiuto, durante la Campagna del Nord Africa, dalla 8ª armata britannica contro la linea del Mareth (Tunisia), insieme di fortificazioni create dai francesi e occupate dall'Asse, rinforzate con fortini e capisaldi. La linea del Mareth partiva dal mare a nord e terminava ai piedi di una formazione montuosa sfruttando i letti di alcuni fiumi in secca. Aggirando i rilievi si trovava la postazione di El Hamma.
La 50ª Divisione di Fanteria britannica il 16 marzo 1943, dopo un iniziale successo con sfondamento della linea presso Zarat, venne ricacciata indietro dalla 15ª Divisione Panzer tedesca e dalle forze italiane il 22 marzo. Il secondo attacco, portato dal 19 aprile, si concluse con la resa delle forze dell'Asse l'11 maggio.

## Lo scenario storico

Mappa della Tunisia durante la campagna del 1942 - 1943

A seguito della sconfitta ad El Alamein, le truppe dell'Asse impegnate in nord Africa avevano iniziato la loro ritirata verso Tripoli. La città era divenuta indifendibile dopo lo sbarco di statunitensi e britannici in Africa Occidentale. Rommel decise di ritirarsi in Tunisia, per poter respingere le forze statunitensi avanzanti da ovest e poi concentrarsi sui britannici a est, sfruttando il vantaggio che aveva su questi ultimi. Tedeschi e italiani si fortificarono sulla linea del Mareth, mentre Rommel guidava il grosso delle truppe contro il secondo corpo statunitense sbaragliandolo nella battaglia del passo di Kasserine. Terminata quest’operazione, mentre gli statunitensi cercavano di riorganizzarsi, le truppe dell'Asse ritornarono alla linea del Mareth. Rommel, benché fosse in netta inferiorità numerica (150 carri armati contro i circa 450 britannici), decise di sferrare un attacco lungo la parte sud della linea il 6 marzo 1943. Fu anche intercettando le trasmissioni nemiche, i cui codici erano stati decifrati dall'intelligence britannica, che Montgomery riuscì ad organizzare un’eccellente difesa, comunque questo genere di controffensive continue, molto care alla tradizione militare tedesca erano, secondo Robert M. Citino e altri storici militari, uno degli errori concettuali più notevoli delle strategie dell'asse, che impedivano costantemente di creare riserve sufficienti. Le offensive tedesche (cui erano sempre aggregate anche truppe italiane) sia quando fortunate, come sul passo di Kasserine, sia quando sfortunate, come l'operazione Capri,lasciavano le truppe dell'Asse ancora più in affanno di quelle Alleate, proprio in un momento in cui la battaglia della produzione passava definitivamente nelle mani alleate.
I carri dell'Asse si ritrovarono a fronteggiare una divisione neozelandese con decine di cannoni anticarro. Il risultato dell'attacco (denominato Operazione Capri) fu la perdita di 52 carri per l'Asse nel settore sud, mentre qualche giorno prima in un attacco più a nord il "gruppo Tiger" si era impantanato in un acquitrino: 17 su 19 furono i Panzer VI Tiger I distrutti. Il 7 marzo Rommel rientrava in Germania per motivi di salute; la Volpe del deserto non sarebbe più ritornata in Africa. il comando del Heeresgruppe Afrika fu assunto da von Arnim. Ora era il turno di Montgomery, e la sua contromossa non tardò.

## Ordini di battaglia

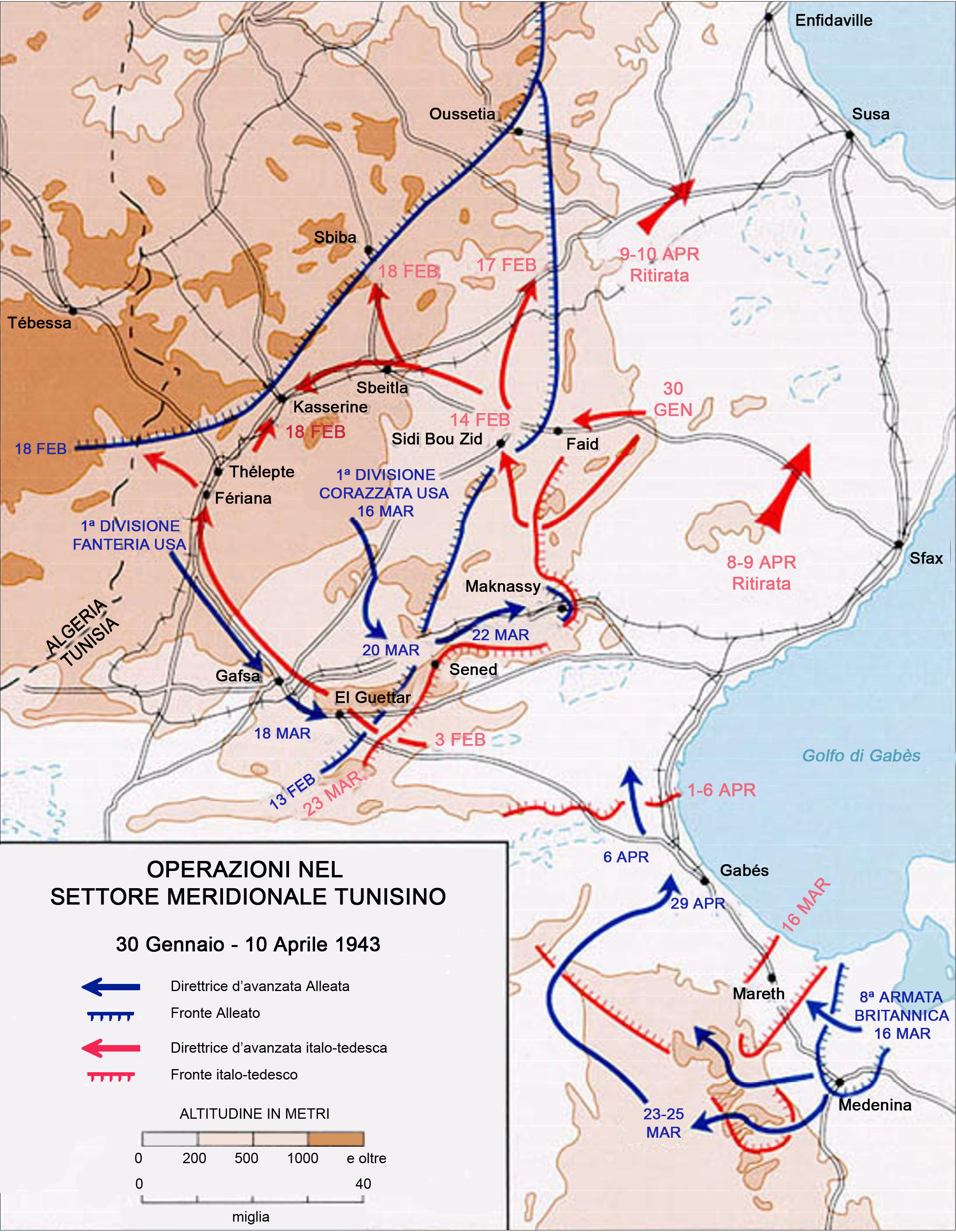
Le operazioni in Tunisia, 30 gennaio – 1º aprile 1943

### Alleati
- VIII Armata britannica
  - XXX Corpo d'Armata britannico
    - 50ª Divisione di Fanteria britannica
    - 51ª Divisione di Fanteria britannica
    - 4ª Divisione di Fanteria indiana
    - 210ª Brigata di Fanteria delle Guardie britannica
    - 23ª Brigata Corazzata britannica

  - Corpo d'Armata neozelandese
    - 2ª Divisione di Fanteria neozelandese
    - 8ª Brigata Corazzata britannica
    - Unità francesi

  - X Corpo d'Armata britannico
    - 1ª Divisione Corazzata britannica
    - 7ª Divisione Corazzata britannica

### Asse
- 1ª Armata italiana (ex-Panzerarmee Afrika)
  - XX Corpo d'Armata italiano
    - 136ª Divisione di fanteria "Giovani Fascisti" (delle dimensioni di un reggimento di fanteria cui erano aggregati vari gruppi d'artiglieria)
    - 101ª Divisione motorizzata "Trieste" (molto sotto organico e con battaglioni provenienti da altre grandi unità disciolte)
    - 90. leichte Infanterie-Division
    - CCLXXXV Battaglione Paracadutisti "Folgore" (i superstiti della "Folgore" di El Alamein)

  - XXI Corpo d'Armata italiano
    - 80ª Divisione fanteria "La Spezia" (molto sotto organico)
    - 16ª Divisione fanteria "Pistoia"
    - 164. leichte Infanterie-Division

  - In riserva
    - 15. Panzer-Division

  - Difesa del passo di Tebega
    - Raggruppamento Sahariano "Mannerini"

  - Senza impegni
    - 21. Panzer-Division

  - fronte di Gafsa
    - 10. Panzer-Division

  - Raggruppamento "Centauro"

A supporto della 1ª Armata italiana c'erano la 19. Flakdivision, con batterie da 16 × 88 millimetri e diverse batterie anti-aeree da 20 millimetri. Sulla costa la 1. Luftwaffebrigade, poco più forte di un battaglione, era dietro la Divisione di fanteria "Giovani Fascisti". L'Africa Panzergrenadier Regiment controllava la strada principale Gabès-Mareth e insieme alla divisione 164. Leichte Infanterie-Division erano gli unici gruppi mobili di fanteria disponibili.

## La battaglia
L'attacco di Montgomery ebbe inizio il 20 marzo 1943 con un pesante bombardamento sulle postazioni italo-tedesche. Il 17 marzo il II Corpo statunitense, guidato dal generale Patton, aveva attaccato la posizione di Gafsa, a nord di El Hamma, le cui forze della divisione "Centauro" poste a sua difesa erano già state evacuate durante la notte. Dopo trenta minuti di bombardamento Montgomery lanciò all'attacco la 50ª Divisione di fanteria supportata dal 50° Royal Tank Regiment, attraverso reticolati e campi minati e sotto il costante fuoco dell'artiglieria nemica. Dopo duri scontri le forze inglesi riuscirono a sfondare nel settore difeso dal battaglione tedesco "granatieri d'Africa" e a occupare alcuni capisaldi creando così una sacca nello schieramento difensivo dell'asse, successivamente la sacca sarà richiusa da un contrattacco coordinato tra la 15ª divisione corazzata tedesca (generale Borowietz), le rimanenti forze dei granatieri d'Africa e vari reparti italiani; facendo ritirare così in modo disorganizzato le unità inglesi e ristabilendo le posizioni difensive iniziali. Qui Montgomery intuì che l'unico modo di prendere la linea del Mareth era aggirarla colpendo El Hamma (operazione Supercharge II). Inviò quindi la 2ª Divisione neozelandese supportata dalla 8ª Brigata carri e da brigate francesi. Ma gli italo-tedeschi si accorsero dei movimenti verso El Hamma e contrattaccarono utilizzando due divisioni corazzate e la 164ª Divisione di fanteria leggera. Un attacco laterale riuscì a fermare i neozelandesi e permise al generale Giovanni Messe (comandante delle forze di difesa della Tunisia del sud inquadrate nella 1ª armata italiana) di ritirare le sue truppe con ordine verso l'altopiano roccioso di Akerit, senza perdite di uomini e materiali.
Ma la posizione sull'Akarit non poteva essere tenuta a lungo. Von Armin temeva un attacco da parte di Patton a nord, per questo concentrò le forze corazzate lasciando il generale Messe con alcuni autoblindo e praticamente niente carri.

### Il secondo attacco
Il nuovo attacco di Montgomery scattò il 5 aprile, i britannici furono bloccati in vari settori, ma non al punto di dover retrocedere. Per tutto il 5 aprile la sorte dello scontro fu incerta, il 6 una manovra inglese venne stroncata da un violento contrattacco della 15ª Panzerdivision. Gli inglesi si riorganizzarono e, appoggiati dall'artiglieria, lanciarono un altro assalto, ma scoprirono che gli italo-tedeschi si erano ritirati a nord. Le truppe dell'Asse raggiunsero infatti Enfidaville, dopo aver percorso 250 chilometri, l'11 aprile 1943. Ad Enfidaville, come alla linea del Mareth, le ripide alture restringono la fascia costiera.
Nel frattempo, gli statunitensi avevano rioccupato Gafsa (22 marzo) e costretto nuovamente la Brigata Centauro a ripiegare. Le forze dell'Asse, per evitare l'insaccamento, si ritirarono su un fronte di circa 215 chilometri, esteso da Capo Serrat ad Enfidaville. Nel frattempo, statunitensi e inglesi si ricongiungevano sulla strada per Gabes, chiudendo gli italo-tedeschi nel fronte detto sopra. Il vantaggio di questo fronte a semicerchio era la possibilità di far accorrere rinforzi ovunque fosse necessario, vantaggio reso inutile dalla scarsità di carburante e munizioni. Gli Alleati infatti, erano ben riforniti e godevano di una superiorità schiacciante in fatto di uomini e carri (1500 carri contro i soli 50 nemici); la superiorità aerea degli alleati era assoluta.
Il 19 aprile, tre divisioni di fanteria di Montgomery assaltarono la posizione di Enfidaville, tenuta dagli italiani del generale Messe, che seppe sfruttare al meglio i cannoni a sua disposizione ricacciando gli inglesi e infliggendo grosse perdite. Gli americani tentarono invece l'assalto alle posizioni della 5ª Panzerarmée, ma non riuscirono a fermare von Arnim e le sue divisioni prima che si ritirassero.

### L'operazione Vulcano
Il colpo finale fu dato con l'Operazione Vulcano. Tale operazione iniziò il 5 maggio 1943, con un attacco del V Corpo d'armata. Il 7 maggio gli inglesi dell'11º Reggimento Ussari entravano a Tunisi, mentre divisioni statunitensi entravano a Biserta. Alcune unità, come il III Gruppo autoblindato "Nizza Cavalleria" del RECo al comando di Battistini e Baldissera si arresero solamente l'11 maggio, continuando a lottare strenuamente.

## Conseguenze
La battaglia di Tunisia segna la fine dei combattimenti nel nord Africa dove gli Alleati catturano oltre 275 000 prigionieri. Dal nord Africa partirà poi lo sbarco in Sicilia volto a conquistare la Sicilia per poi risalire l'Italia.